# Gitti-Padalla
Gitti-Padalla o Gath-Padalla fou una ciutat cananea de plana de Saró al nord d'Israel, propera a la moderna Haifa. Al segle xiv aC apareix governada per Addu-Qarad.